# Antony John Williams

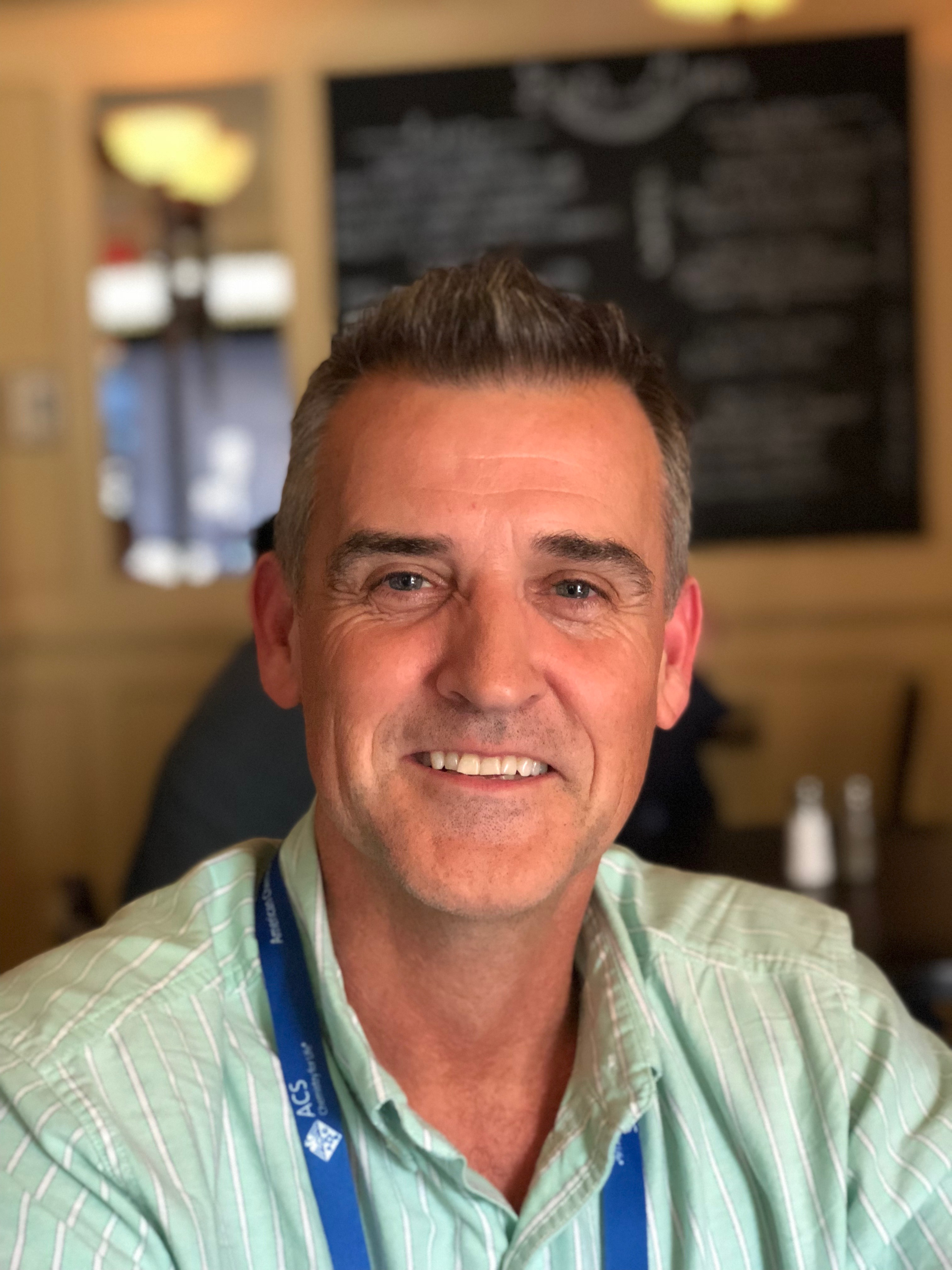
Antony J. Williams, ACS-Frühjahrstagung, März 2018

Antony John Williams (* 5. Juni 1964 in St Asaph, Denbighshire) ist ein britischer Chemiker und Experte auf dem Gebiet der Kernspinresonanzspektroskopie (NMR) und der Chemieinformatik bei der United States Environmental Protection Agency.
Zudem ist er der Gründer der Website ChemSpider, die im Mai 2009 von der Royal Society of Chemistry gekauft wurde und neben seiner Arbeit als Wissenschaftsblogger und Autor tätig.

## Frühes Leben und Ausbildung
Antony Williams wurde im Juni 1964 in St. Asaph, Wales, als Sohn von Ernest Edward Williams, Inhaber eines Bauunternehmens, und Eirlys Elizabeth Williams geboren. Er wuchs zusammen mit seinen Eltern und seiner älteren Schwester Rae in einem kleinen Dorf in der Nähe von Caerwys auf.
Bis 1975 besuchte Williams die Grundschulen in Holywell und Nannerch. Ab seinem elften Lebensjahr besuchte er die Alun School, wo er das Advanced Level in Mathematik, Geografie und Chemie erwarb.
Seinen Bachelor of Science in Chemie erwarb Williams 1985 an der Universität Liverpool, wo er seine Bachelorarbeit zum Thema „Spectroscopic Studies of Vitamin E Related Systems“ (Spektroskopische Untersuchungen von Vitamin-E-verwandten Systemen) schrieb, in der er sowohl die Elektronenspinresonanz als auch die magnetische Kernspinresonanzspektroskopie zur Untersuchung von Molekülen mit ähnlicher Struktur wie Vitamin E einsetzte.
Williams promovierte 1988 an der Royal Holloway University of London mit einer von Royal Dutch Shell geförderten Dissertation zum Thema „High pressure NMR and relaxation studies of alkyl chain systems“ (Hochdruck-Kernspinspektroskopie und Relaxationsversuche von Alkylkettensystemen). Für diese Arbeit erhielt er die Bourne-Medaille der Universität London und entwickelte eine vereinheitlichende Theorie für die Modellierung von NMR-Relaxationsdaten zur Untersuchung der Molekularbewegungen von Alkylketten. Er nutzte auch die chemische Verschiebung der Kobalt-59-NMR für Kobalt(III)-Hexacyanid als Temperatur- und Drucksonde.
Während seiner Promotion entwickelte Williams zudem ein Interesse an Personal Computern und schrieb Softwareprogramme zur Anpassung von NMR-Relaxationsdaten.
Williams setzte seine Arbeit auf dem Gebiet der Spektroskopie am National Research Council in Kanada fort und nutzte die ESR-Spektroskopie, um Einkristallstudien von metallorganischen Verbindungen durchzuführen.

## Karriere
Im Jahr 1991 kam Williams als NMR Facility Manager an die Universität Ottawa. Er setzte sein persönliches Interesse an multinuklearer NMR fort und führte 2D-NMR-Experimente zur Untersuchung des Selenaustauschs in Systemen mit gemischten Halogenen durch. Außerdem führte er NMR-Studien mit Silizium-29 und Tellur-125 durch.
1992 verließ er jedoch wieder Kanada und ging nach Rochester um für die Eastman Kodak Company als Leiter der NMR-Technologie zu arbeiten. Bei Kodak nutzte er seine frühere Erfahrung bei der Untersuchung von Systemen mit Alkylketten, um Mizellen zu untersuchen. Er war an der frühen Einführung der Flüssigchromatographie-NMR in das Unternehmen und an der Entwicklung eines Open-Access-Labors für Chemiker beteiligt, die robotergestützte analytische Instrumente zur Datengenerierung nutzen.
Bei Kodak war er Teil eines dreiköpfigen Teams, das ein webbasiertes Laborinformationsmanagementsystem (LIMS) namens WIMS entwickelte, ein Informationsmanagementsystem, das erste webbasierte LIMS-System der Welt zur Verwaltung chemischer Strukturen und Spektraldaten. Während seiner Zeit bei Kodak wurden ihm zudem zwei Patente anerkannt.
Im Jahr 1997 begann Williams bei dem kanadischen Start-up-Unternehmen, Advanced Chemistry Development (ACD/Labs) als leitender Produktmanager zu arbeiten. Er war verantwortlich für die gesamte Spektroskopie, Strukturzeichnung und IUPAC-Nomenklatur der Produkte. In dieser Zeit wurde die analytische Datenverwaltungssoftware um Unterstützung für Massenspektrometrie, Infrarotspektroskopie, UV-Vis-Spektroskopie, Chromatographie und andere Formen der analytischen Wissenschaften erweitert.
Zu seinen Forschungsinteressen gehörte damals die Entwicklung von Algorithmen für die NMR-Vorhersage und besonders die Entwicklung von Softwarekonzepten zur computergestützten Strukturaufklärung, so genannten CASE-Systemen. Diese, zur Überprüfung der Struktur eingesetzten Methoden, bewiesen schnell ihre Überlegenheit gegenüber der menschlichen Interpretation von Spektraldaten.
Während seiner Zeit bei der Firma initiierte Williams ferner ein Hobbyprojekt zur Verknüpfung von Chemiedatenbanken im Internet, welches er ChemSpider nannte. ChemSpider wurde offiziell auf der ACS-Tagung in Chicago im März 2007 mit einer Datenbank vorgestellt, die über 10 Millionen Verbindungen aus PubChem enthält. Als er 2007 ACD/Labs verließ, hatte er die Position des Chief Science Officer inne. Anschließend wurde machte er sich als Fachberater selbstständig und arbeitete mit einer Reihe von Softwareunternehmen im Bereich der Chemieinformatik, wie z. B. SimBioSys, sowie mit Forschungsorganisationen zusammen, um deren Bemühungen im Bereich der Chemieinformatik zu unterstützen.
Parallel dazu entwickelte er mit einer kleinen Gruppe Gleichgesinnter, die an der Entwicklung webbasierter Systeme für Chemiker interessiert waren, die ChemSpider-Plattform weiter. Die Website wurde zu einer Crowdsourcing-Community, in der Chemiker ihre Struktursammlungen, Spektraldaten und molekularen Eigenschaften hinterlegen. Williams konzentriert sich darauf, die Gemeinschaft über die Probleme der Datenqualität im Zusammenhang mit Internet-Chemiedatenbanken aufzuklären.
Im Mai 2009 gab die Royal Society of Chemistry bekannt, dass sie ChemSpider erworben hat. Damit wurde Williams Vizepräsident der RSC für die strategische Entwicklung von ChemSpider.
Im Mai 2015 wechselte er zur United States Environmental Protection Agency, um an der Entwicklung von Websites zu arbeiten, die der Öffentlichkeit Zugang zu EPA-Daten und Werkzeuge für die Massenspektrometrie bieten.
Hier trug der Chemiker zur Welt der „Mobile Chemistry“ beigetragen, indem er an der Entwicklung von ChemMobi mitwirkte, einer iPhone-App für den Zugriff auf Millionen von chemischen Verbindungen und zugehörigen Daten.

## Fürsprache für offene Wissenschaft
Neben seiner beruflichen Tätigkeiten führte Williams die Open-Access-Zeitschrift ChemSpider Journal of Chemistry ein und ist als Jurymitglied bei der Open Notebook Science Challenge tätig. Auch setzt sich Williams dafür ein, dass präklinische Daten von der Pharmaindustrie ins Internet gestellt werden. Hier arbeitete er eng mit Sean Ekins zusammen, um sich für die Freigabe vorwettbewerblicher pharmazeutischer Daten für die Allgemeinheit einzusetzen. Er war auch an der Analyse und Überprüfung von pharmazeutischer Daten beteiligt, die im Anschluss für die Gemeinschaft freigegeben wurden.

## Auszeichnungen
Williams war der Gewinner des Jim Gray- e-Science-Preises im Jahr 2012 und des Distinguished Speaker of the Year Award der American Chemical Society im Jahr 2016.